# Little Budworth
Little Budworth est une paroisse civile et un village du Cheshire, en Angleterre.